# Tomáš Ďubek
Tomáš Ďubek (Zvolen, 22 gennaio 1987) è un calciatore slovacco, centrocampista dello Slovan Liberec.

## Caratteristiche tecniche
È un centrocampista esterno sinistro.

## Palmarès

### Club

#### Competizioni nazionali
- Campionato slovacco: 1

Ružomberok: 2005-2006
- Coppa di Slovacchia: 1

Ružomberok: 2005-2006
- Supercoppa di Slovacchia: 1

Ružomberok: 2006